# الولجة بوالبلوط
توجد بلدية الولجة بوالبلوط بالفرنسية -OULDJA BOULBELLOUT - ولاية سكيكدة وهي بلدية تعدادها السكاني حوالي 6000 نسمة 
أصل التسمية: يعود اصل تسمية البلدية بـ"الولجة بوالبلوط"إلى الحقبة الاستعمارية حيث كانت تسمى كل منطقة عين قشرة بـ"دوار الولجة"
المنشأ: تعد بلدية الولجة بوالبلوط حديثة النشأة حيث انبثقت عن التقسيم الإداري لسنة 1984 بمقتضى المرسوم التأسيسي رقم 84/09 حيث كانت قبل ذلك تابعة لبلدية عين قشرة.
الموقع الجغرافي : تقع بلدية الولجة بوالبلوط أقصى غرب ولاية سكيكدة فهي الفاصلة بين ولايتي سكيكدة وجيجل وتبعد عن مقر الدائرة بـ 10 كلم، عن مقر الولاية بـ 88 كلم عن الجزائر العاصمة بـ 500 كلم.يحدها من الشرق بلدية عين قشرة -مقر الدائرة- من الغرب بلدية الميلية ولاية جيجل، من الجنوب بلديتي عين قشرة والميلية ومن الشمال بلدية وادي زهور.
المناخ:كباقي البلديات الشمالية يسود المنطقة مناخ بارد ممطر شتاءاً وحار جاف صيفا.
المساحة: تقدر مساحة البلدية بـ 78 كلم² .
السكان: بلغ عدد سكان بلدية الولجة بوالبلوط حسب الإحصاء العام للسكن والسكان 2008 حوالي 4470 نسمة، وحسب تقديرات البلدية الحالية وصل عددهم إلى حوالي 6300 نسمة.
التعليم الابتدائي : تملك البلدية 04 مدارس ابتدائية ومجمعا مدرسيا يتمدرس بها 437 تلميدا، موزعين على 25 قسما يؤطرهم 29 معلما.
التعليم المتوسط: يوجد متوسطة واحدة على مستوى البلدية افتتحت سنة 2000, يتمدرس بها 397 تلميدا موزعين على 13 قسما، يؤطرهم 19 أستادا.
الثانوي: لا تتوفر البلدية على ثانوية حيث ينتقل حوالي 300 تلميدا للدراسة في ثانوية عين قشرة.
النقل المدرسي: خصصت بلدية الولجة بوالبلوط 07 حافلات للتكفل بنقل التلاميذ.
الثقافة: استفادت البلدية من قاعتين متعددتي النشاطات واحدة ببوالبلوط مركز وأخرى بالزاوية.
الرياضة: لدى البلدية ملعب بلدي و 05 ملاعب جوارية موزعة على المشاتي وتالقرى.
النقل العمومي: يقتصر النقل العمومي بالبلدية على حافلات الخواص وحافلات النقل الجماعي.
البريد والمواصلات: يوجد بالبلدية وكالة بريدية تقدم جميع الخدمات البريدية لسكان البلدية.
الصحة: افتتحت البلدية 04 قاعات للعلاج منها اثنتان مغلقتان وجهزت مركزا صحيا جديدا بالولجة بوالبلوط مركز.
الفلاحة: تعتبر بلدية الولجة بوالبلوط منطقة ريفية فلاحية بالدرجة الأولى تعتمدا اساسا على تربية الحيونات والنحل وكدا بعض الانشطة الموسمية كجني الزيتون وزراعة الخضر والفواكه واستغلال الفلين.غير ان قطاع الفلاحة تراجع بنسبة كبيرة بسبب تشييد سد بوسيابة على جل الأراضي الصالحة للفلاحة.
الطرقات: جل الطرقات بالبلدية معبدة حيث استفادت من 23 كلم بالإضافة إلى 03 كلم طرق حضرية داخل الاحياء وطريق ولائي يعبر البلدية على مسافة 15 كلم.كما استفادات البلدية في إطار المخطط البلدي للتنمية لسنة 2014 من مشاريع مختلفة لتحسين الطرقات والخدمة العمومية.